# Li Qiang

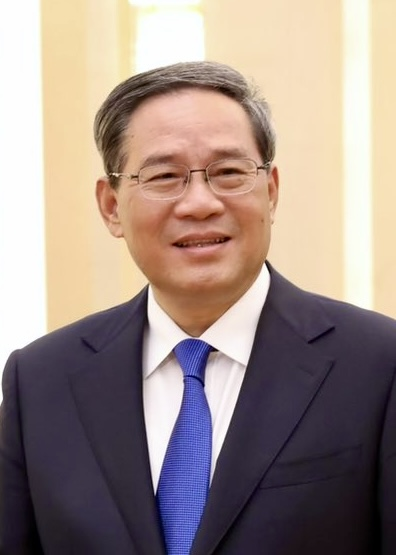
Li Qiang (2023)

Li Qiang (chinesisch 李強 / 李强, Pinyin Lǐ Qiáng; * 23. Juli 1959 in Rui’an in der Provinz Zhejiang) ist ein chinesischer Politiker und seit Oktober 2022 Mitglied des 20. Ständigen Ausschusses des Politbüros der Kommunistischen Partei Chinas. Davor war er zwischen Oktober 2017 und Oktober 2022 Parteisekretär der Stadt Shanghai. Er ist seit März 2023 Ministerpräsident.

## Werdegang
Li wurde im Juli 1959 in Rui’an in der Provinz Zhejiang geboren. Er trat 1983 der Kommunistischen Partei Chinas bei. Seine politische Karriere begann er als Parteisekretär von Wenzhou – der ersten Großstadt Chinas, die 1978 die Reform- und Öffnungspolitik einleitete und umsetzte und erste private Unternehmen gründete. Er erwarb an der Polytechnischen Universität Hongkong einen MBA-Abschluss.
Laut The Guardian (Herbst 2022) besteht zwischen Li Qiang und Präsident Xi Jinping eine fast zwanzig Jahre alte Verbindung. Als Xi Parteichef der Provinz Zhejiang war, war Li von 2004 bis 2007 sein Stabschef und de facto sein wichtigster persönlicher Berater.
Von 2011 bis 2016 war Li Qiang stellvertretender Sekretär der Kommunistischen Partei Chinas des Zentralkomitees der Provinz Zhejiang und Parteisekretär der Politik- und Rechtskommission der Provinz. Provinzgouverneur von Zhejiang war er von 2013 bis 2016. Er war stellvertretendes Mitglied des 18. Zentralkomitees der KP Chinas und von 2016 bis 2017 Parteisekretär des Provinzkomitees Jiangsu. Von Oktober 2017 bis Oktober 2022 war er Mitglied des 19. Politbüros der Kommunistischen Partei Chinas und Parteisekretär des Zentralkomitees von Shanghai.
In seiner Funktion als Parteisekretär war er verantwortlich für den Lockdown in Shanghai im Frühjahr 2022, um die COVID-19-Pandemie einzudämmen. Trotz Kritik an der Organisation des Lockdowns, der zu Unmut in der Bevölkerung führte, wurde Li, der als Verbündeter von Generalsekretär Xi Jinping gilt, am 23. Oktober 2022 in den 20. Ständigen Ausschuss des Politbüros der Kommunistischen Partei Chinas gewählt.
Im März 2023 wurde er Ministerpräsident der Volksrepublik China. Aufgrund seiner Nähe zu Xi und seines geschäftsfreundlichen Pragmatismus wird in Kreisen der Wirtschaft gehofft, dass er mäßigend auf Xi einwirkt und eine weitere Öffnung Chinas für ausländische Unternehmen durchsetzt.